# Ламонт (Ајова)
Ламонт (енгл. Lamont) град је у америчкој савезној држави Ајова. По попису становништва из 2010. у њему је живело 461 становника.

## Демографија
Према попису становништва из 2010. у граду је живело 461 становника, што је -42 (-8.3%) становника више него 2000. године.
| Група             | 2000.       | 2010.       |
| Белци             | 501 (99,6%) | 453 (98,3%) |
| Афроамериканци    | 0 (0,0%)    | 1 (0,2%)    |
| Азијати           | 0 (0,0%)    | 2 (0,4%)    |
| Хиспаноамериканци | 2 (0,4%)    | 2 (0,4%)    |
| Укупно            | 503         | 461         |